# District de Siavonga

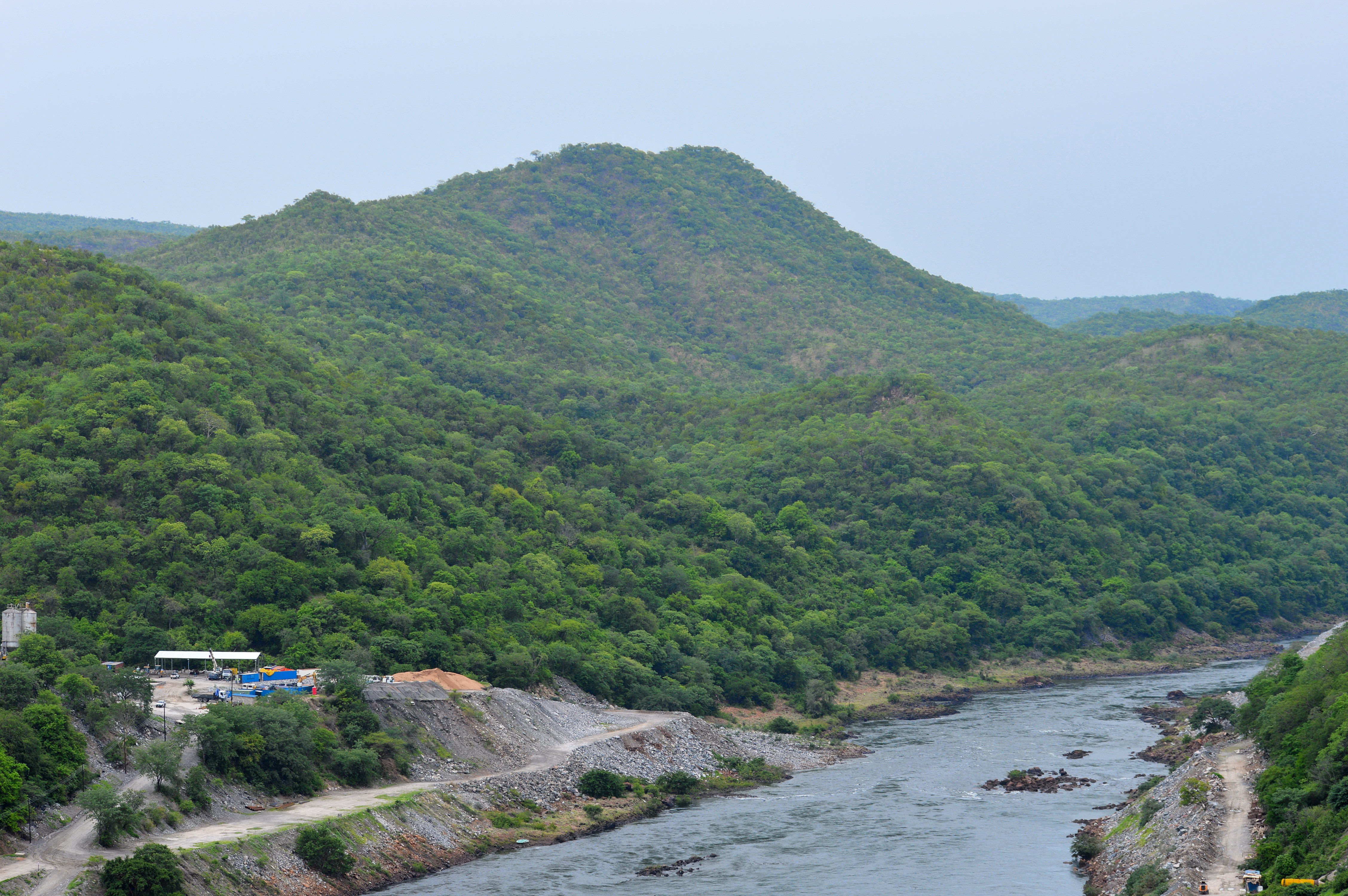
Paysage près du lac Kariba.

Le district de Siavonga est un district de Zambie, situé dans la Province Méridionale. Sa capitale se situe à Siavonga. Selon le recensement zambien de 2000, le district a une population de 58 864 personnes.